# Megalogomphus sumatranus
Megalogomphus sumatranus är en trollsländeart som först beskrevs av Krüger 1899.  Megalogomphus sumatranus ingår i släktet Megalogomphus och familjen flodtrollsländor. IUCN kategoriserar arten globalt som livskraftig. Inga underarter finns listade i Catalogue of Life.